# 봉양초등학교 (강원)
봉양초등학교는 대한민국 강원특별자치도 정선군에 있는 공립 초등학교이다.

## 학교 연혁
- 1976년 3월 5일: 개교

## 참고 자료
- 봉양초등학교 - 한국교육학술정보원 학교알리미